# دوبنانی
دوبنانی (به چکی: Dubňany) یک منطقهٔ مسکونی در جمهوری چک است که در ناحیه هودونین واقع شده‌است. دوبنانی ۶٬۳۸۸ نفر جمعیت دارد.